# Lannea nigritana
Lannea nigritana är en sumakväxtart som först beskrevs av Scott Elliot, och fick sitt nu gällande namn av Ronald William John Keay. Lannea nigritana ingår i släktet Lannea och familjen sumakväxter. Utöver nominatformen finns också underarten L. n. pubescens.